# Kremer K8/2 Spyder

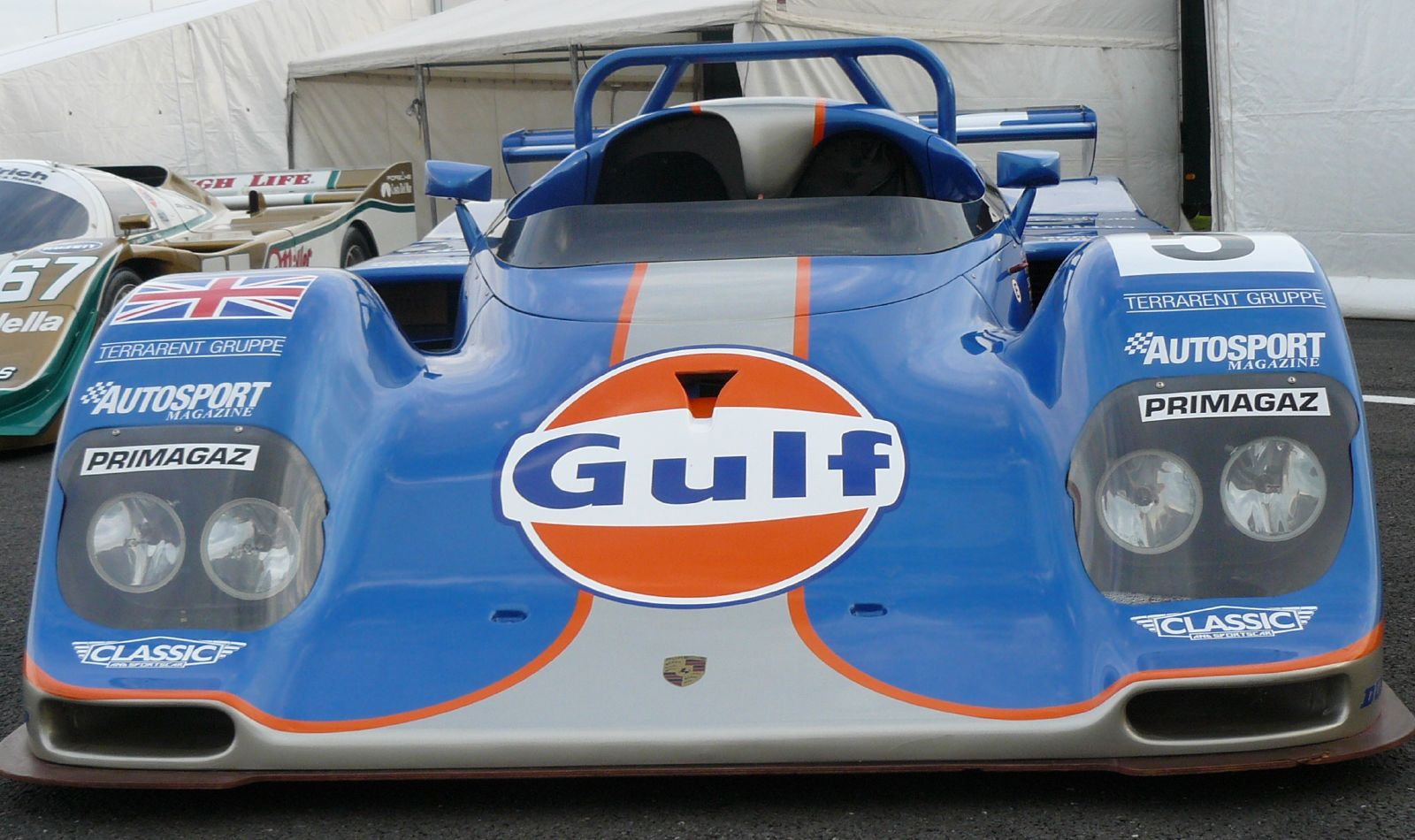
Kremer K8 Spyder.

O Kremer K8 Spyder, junto com seu antecessor, o CK7, foram protótipos de cockpit aberto construídos pela Kremer Racing para uso em várias séries de carros esportivos, como a IMSA GT Championship, Interserie e International Sports Racing Series e das 24 Horas de Le Mans. Os carros compartilharam de muitos componentes do Porsche 962 aposentados e acabaria por passar a ganhar as 24 Horas de Daytona e vários campeonatos.

## Ligações Externas
- The Autobahn[ligação inativa] - Porsche Kremer CK7 Spyder Overview
- The Autobahn[ligação inativa] - Porsche Kremer K8 Spyder WSC Overview